# Steingraben (Marienbach)
Der Steingraben ist ein fast 21⁄2 Kilometer langer Bach im bayerischen Hesselbacher Waldland, der im unterfränkischen Landkreis Schweinfurt verläuft. Er ist ein rechter und nordwestlicher Zufluss des Marienbachs.

## Geographie

### Verlauf

#### Quellgebiet

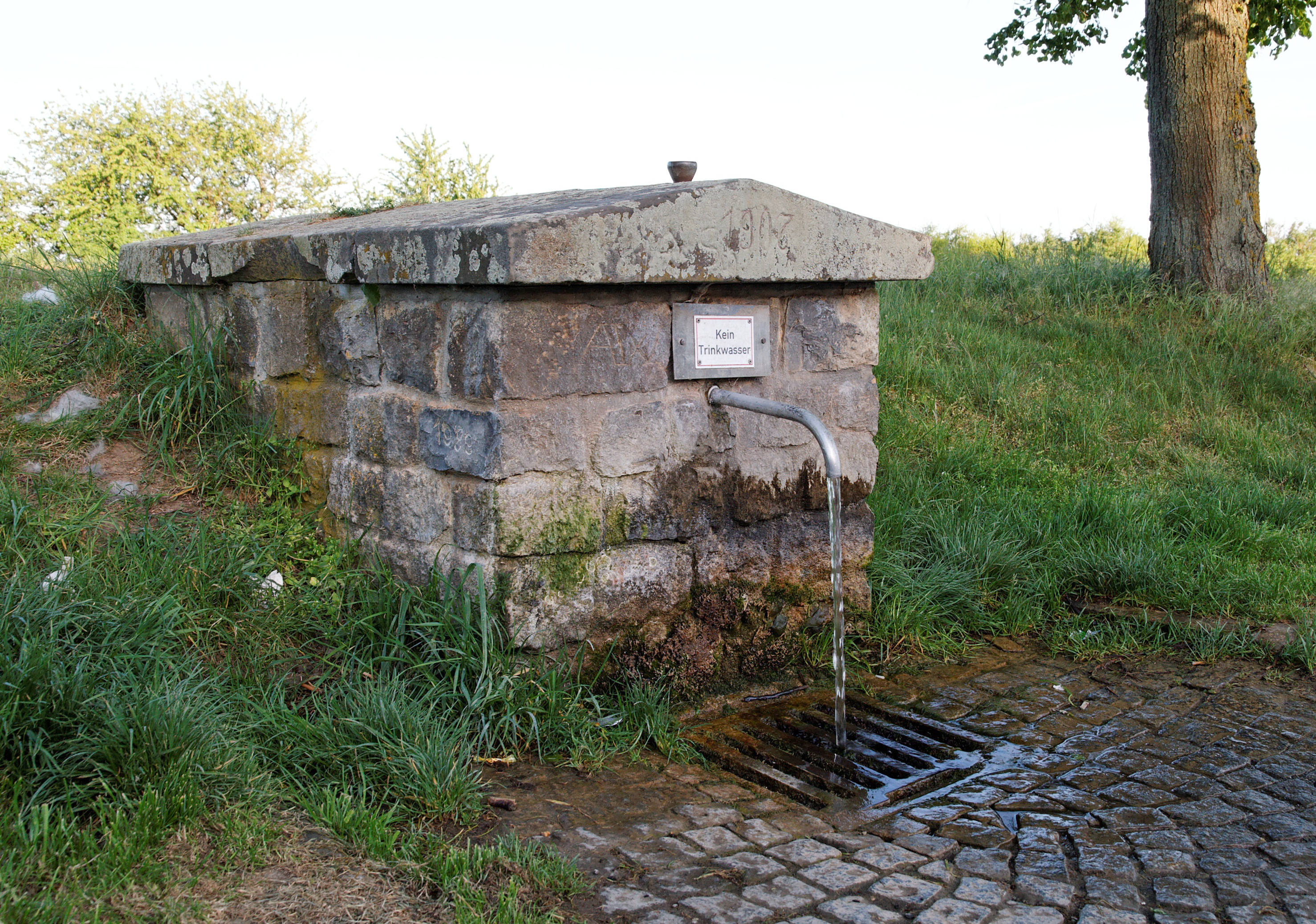
Die Quelle des Steingrabens an der B 286

Der Steingraben entspringt auf einer Höhe von 288 m ü. NHN am Südwestfuß des 321 m ü. NHN hohen Ebersbergs direkt an der Gemeindegrenze von Niederwerrn zu Dittelbrunn dem in der Flur Kreuzer liegenden Theuerbrünnlein. Dieser Brunnen liegt südlich eines Parkplatzes einige Meter neben dem heutigen Fernwanderweg Via Romea Germanica und etwa 30 Meter östlich der B 286. Nördlich des Parkplatzes fließt der Pfaffengraben nach Westen, der über den Bartelsgraben in die Wern entwässert. Am Pfaffengraben wurde ein Bildstock aufgestellt  und knapp einen halben Kilometer weiter nördlich steht in der Gemarkung des zu Poppenhausen  gehörenden Gemeindeteils Maibach das Naturdenkmal Birnbaum auf der Kreuzerhöhe.
Etwa 0,9 Kilometer im Südosten der Quelle liegt das Pfarrdorf Dittelbrunn, 1,3 Kilometer im Südwesten das Pfarrdorf Niederwerrn und 1,5 Kilometer im Norden das zu Dittelbrunn gehörende Pfarrdorf Hambach.

#### Weiterer Verlauf
Der Steingraben fließt zunächst innerhalb der Gemarkung Dittelbrunn in südlicher Richtung durch Felder an der Gemeindegrenze entlang, unterquert sogleich den Fernwanderweg und wird kurz darauf auf seiner linken Seite von dem aus der Flur Hinter Franzenacker im Nordosten kommenden, gut einen halben Kilometer langen und nur unbeständig wasserführenden Hambacher Grenzgraben gespeist. Auf seiner rechten Seite wächst dort eine gestuft aufgebaute Schlehen-Holunderhecke. Auf seinem Weg am Westfuße der 289 m ü. NHN hohen Alten Holz-Höhe entlang nach Süden wird der Steingraben dabei auf seiner rechten Seite von der Bundesstraße und auf seiner linken vom Fernwanderweg begleitet.
Die Uferböschungen auf beiden Seiten werden von pleistozänen Löß und Lößlehm mit feinsandigen und karbonatischen oder auch tonigen, feinsandigen und karbonatfreien Schluff geprägt, über den sich überwiegend Parabraunerde abgelagert hat. Nach knapp 200 Metern  wendet er seinen Lauf nach Südosten, entfernt sich von Grenze, Bundesstraße und Fernwanderweg und wird etwa 200 Meter bachabwärts auf seiner linken Seite vom Körnersgraben, einem weiteren unbeständigen, ebenfalls aus Nordosten kommenden und knapp einen halben Kilometer langen Graben, gestärkt, der ihm aus der Flur Feuchtbodenacker zufließt.

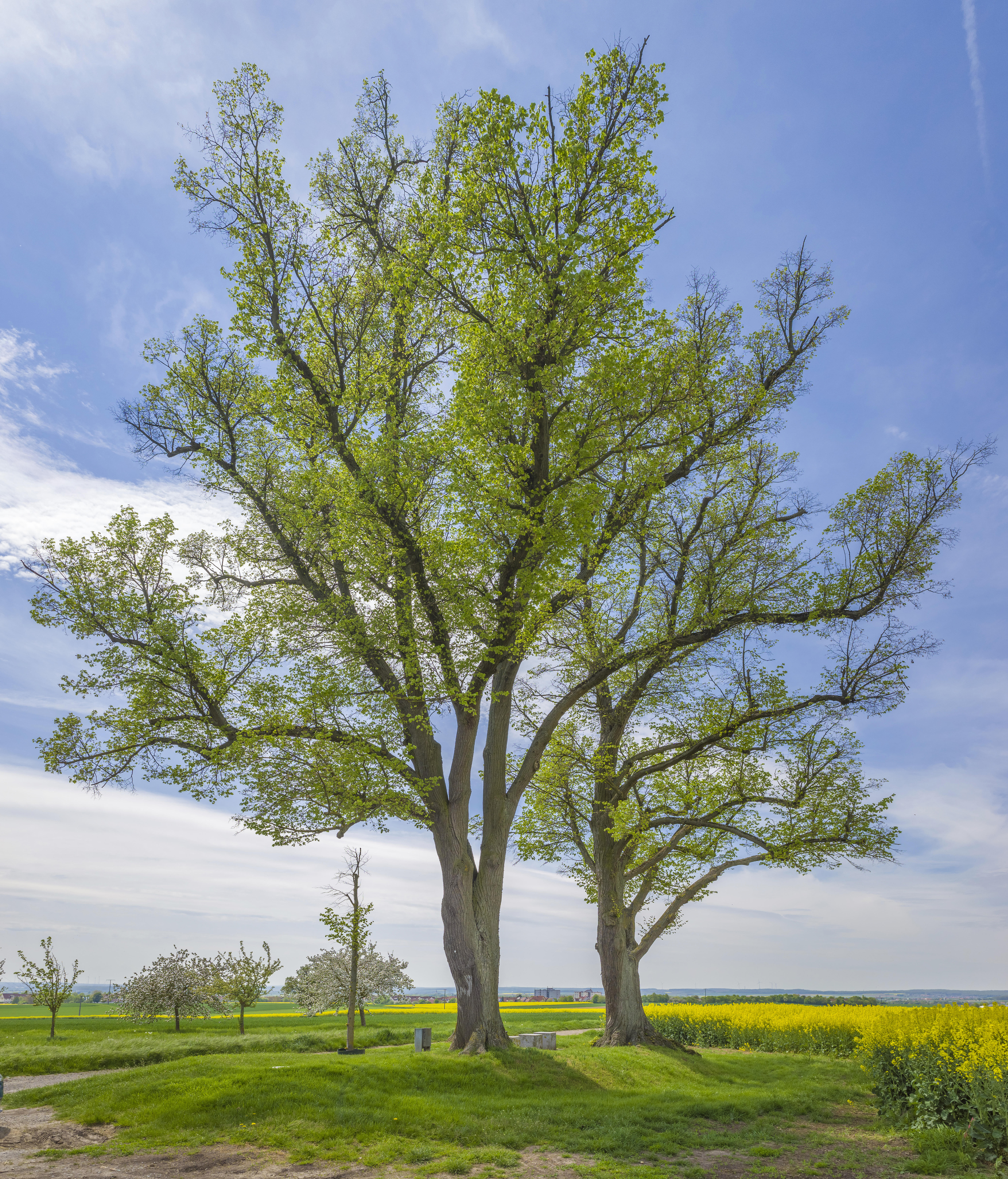
Die zwei noch stehenden der ursprünglich „Drei Linden am Seelvater“ westlich von Dittelbrunn.

Der Steingraben kreuzt nun einen Feldweg, läuft dann, begleitet auf seiner rechten Seite vom Feuchtbodenweg, stark begradigt durch Felder und unterquert gut 150 Meter später den Röthenweg, wo er auf die Kreisgrenze zu Schweinfurt trifft, die ihn von da an bis zu seiner Mündung nicht mehr verlassen wird. Er zieht dann an einem auf seiner linken Seite liegenden schmalen Waldstreifen entlang, an dessen Ende der Seelenvater 2 Brunnen liegt.
Östlich des Waldstreifens liegen die Überreste einer Siedlung aus der Urnenfelderzeit und knapp 300 Meter südwestlich stehen auf Schweinfurter Gebiet auf der anderen Seite der Bundesstraße  noch zwei der ursprünglich Drei Linden am Seelenvater, die im Flächennutzungsplan der Stadt Schweinfurt vom Oktober 2020 als potenzielle Naturdenkmäler eingezeichnet wurden. Der Ort ist benannt nach einem betrügerischen Leiter eines Waisenhauses, damals Waisenvater oder auch Seelenvater genannt, der der Sage nach dort einst sein Unwesen trieb und dafür bestraft wurde.
Direkt südlich des Brunnens mündet von links, der aus der Flur Röthenäcker kommende Röthengraben in den Steingraben. Dieser taucht sogleich verdolt in den Untergrund ab und unterquert die Heeresstraße. Jenseits der Straße erscheint der Bach neben einem auf seiner rechten Seite liegenden winzigen Teich wieder an der Oberfläche und fließt dann, von dichtem Gehölz begleitet, einige Meter von der Kreisgrenze entfernt gut 400 Meter südwestwärts auf Schweinfurter Boden durch Felder und Wiesen. Dabei erreicht er  nach ungefähr 200 Metern  den Westrand von Dittelbrunn und zieht gesäumt von Gewässer-Begleitgehölzen und naturnahen Hecken am Südrand der Ortschaft entlang. Beidseitig wachsen dort an den Böschungen überwiegend Weiden und in der Krautschicht gedeihen insbesondere Brennnesseln. Unmittelbar südlich des Grabengehölzes verläuft ein von einer Hasel-Zwetschgen-Hecke weitgehend zugewucherter Weg.
Der Steingraben zieht nun südlich des Binsigwegs ostsüdostwärts durch die Flur Quellacker, wechselt dabei auf die Dittelbrunner Seite der Grenze und unterquert danach die Eibenstraße, über die der Fernwanderweg Via Romea Germanica führt, der dann nach rechts in die Straße Am Steingraben abbiegt, die dort den Binsigweg nach Osten fortsetzt. Er fließt durch etwa 30 Meter breites, dichtes Gehölz, welches rechts von einem ungefähr 60 Meter breiten landwirtschaftlich genutzten Streifen gesäumt wird, an der Grenze entlang. Südlich dieses Streifens erstreckt sich der Schweinfurter Stadtteil Eselshöhe.
Der Steingraben wird danach noch von 3 Stegen überbrückt und mündet schließlich nördlich der Reste einer Siedlung der Linearbandkeramik und des jüngeren Neolithikums auf einer Höhe von 228 m ü. NHN von rechts in den aus dem Norden heranziehenden Marienbach. Sein etwa 2,4 km langer Lauf endet ungefähr 60 Höhenmeter unterhalb seiner Quelle, er hat somit ein mittleres Sohlgefälle von circa 25 ‰.

### Einzugsgebiet
Das Einzugsgebiet des Steingrabens liegt im Hesselbacher Waldland und wird durch ihn über den Marienbach, den Main und den Rhein zur Nordsee entwässert. Im Quellgebiet und am Oberlauf überwiegen landwirtschaftliche Nutzflächen und am Unterlauf und im Mündungsbereich dominiert Siedlungsgebiet.

### Zuflüsse
- Hambacher Grenzgraben (links), 0,5 km[2]
- Körnersgraben (links), 0,5 km[2]
- Röthengraben  (links), 0,5 km[23]